# Zyagaimo Ike
Zyagaimo Ike (japanisch じゃがいも池 ‚Kartoffelsee‘) ist einer der kleinen Seen auf der Ost-Ongul-Insel in der Inselgruppe Flatvær vor der Prinz-Harald-Küste des ostantarktischen Königin-Maud-Lands.
Japanische Wissenschaftler kartierten ihn anhand von Luftaufnahmen und Vermessungen aus dem Jahr 1957. Sie benannten ihn 1972 deskriptiv nach seiner Form.